# Sant Dalmai
Sant Dalmai es una localidad española del municipio gerundense de Viloví de Oñar, en la comunidad autónoma de Cataluña.

## Historia
A mediados del siglo XIX, la localidad, ya por entonces parte del municipio de Viloví, contaba con una población de 90 habitantes. Aparece descrita en el séptimo volumen del Diccionario geográfico-estadístico-histórico de España y sus posesiones de Ultramar de Pascual Madoz de la siguiente manera: 

DALMAI (San): l. que forma ayunt. con el de Vilovi, en la prov. y dióc. de Gerona (2 leg.), part. jud. de Sta. Coloma de Farnés (2), aud. terr., c. g. de Barcelona (18). sit. en terreno llano con buena ventilacion y clima saludable. Tiene 1 igl. parr. servida por 1 cura de ingreso. El térm. confina con Estañol, Salitja, Vilovi y Bruñola. El terrenoparticipa de monte y llano; aquel contiene bosques maderables, y este se halla fertilizado por el r. Onya. Los caminos son locales. prod. trigo, legumbres, vino y aceite; cria algun ganado y caza de varias especies. pobl.: 22 vec., 106 alm. cap. prod.: 3.679,200. imp.: 91,980.
(Madoz, 1847, p. 354)

En 2021 la entidad singular de población tenía censados 600 habitantes y el núcleo de población 330 habitantes.